# Xanthoparmelia tsekensis
Xanthoparmelia tsekensis är en lavart som beskrevs av Hale. Xanthoparmelia tsekensis ingår i släktet Xanthoparmelia och familjen Parmeliaceae.   Inga underarter finns listade i Catalogue of Life.